# Liber Quiñones
Liber Daniel Quiñones Prieto (Montevideo, 11 de febrero de 1985) es un futbolista uruguayo formado en Racing Club de Montevideo. Juega como delantero.  

## Trayectoria
Debutó con Racing de Montevideo, con el que ascendió a la Primera División en la temporada 2007-08.
En la siguiente temporada fue uno de los goleadores del equipo y consiguiendo la clasificación a la Copa Libertadores 2010 luego de ser subcampeón de la Liguilla Pre-Libertadores en el Campeonato Uruguayo. En aquel torneo quedó segundo, sólo detrás del Corinthians de Brasil, pero no clasificó al no entrar entre los mejores segundos puestos. 
Luego emigró al Cobreloa de Chile, donde no destacó ni anotó goles. Al regresar a Racing para el Torneo Clausura se coronó como uno de los goleadores con 8 tantos, tantos que le valieron para irse al Gimnasia y Esgrima La Plata entonces en la Primera B de Argentina.
Su mejor temporada fue en 2012-13, cuando volvió a Racing y marcó 15 goles, siendo sólo superado por Juan Manuel Olivera de Peñarol que anotó 18 en la tabla general. Luego se fue a Danubio, donde fue goleador del Torneo Apertura con 8 tantos, marchándose así a los Tiburones Rojos de México, club donde marcó 4 goles.
En 2015, fue presentado por Universitario de Deportes, club en donde no cumplió las expectativas pero donde se dio el lujo de marcar uno de los goles más rápidos del fútbol peruano, que fue a los 8 segundos.
Lleva anotados en la Primera División de Uruguay, más conocida como la ¨A¨, 68 goles y en la Segunda División de Uruguay, más conocida como la ¨B¨, 23 goles y tan solo 2 goles en la edición de la Copa Libertadores 2010.
El artillero uruguayo lleva anotados 11 dobletes con la camiseta de Racing Club de Montevideo. 17 de los 93 goles fueron de penal. 47 goles marcó en los primeros tiempos y 46 goles en el segundo tiempo. 50 anotó de local, donde 42 de ellos fueron en el Estadio Parque Osvaldo Roberto.

## Estadísticas
| Club                             | País        | Año         | Part. | Goles | Prom. |
| -------------------------------- | ----------- | ----------- | ----- | ----- | ----- |
| Racing                           | Uruguay     | 2006 - 2010 | 111   | 36    | 0,30  |
| Cobreloa (cedido)                | Chile       | 2010        | 9     | 0     | 0,00  |
| Racing                           | Uruguay     | 2011        | 13    | 8     | 0,61  |
| Gimnasia y Esgrima (LP) (cedido) | Argentina   | 2011        | 10    | 1     | 0,10  |
| Racing                           | Uruguay     | 2012 - 2013 | 28    | 15    | 0,53  |
| Danubio                          | Uruguay     | 2013        | 15    | 8     | 0,53  |
| Tiburones Rojos                  | México      | 2014        | 31    | 4     | 0,13  |
| Universitario (cedido)           | Perú        | 2015        | 16    | 2     | 0,12  |
| Racing                           | Uruguay     | 2015 - 2017 | 59    | 23    | 0,39  |
| Santa Tecla (cedido)             | El Salvador | 2018        | 21    | 7     | 0,33  |
| Racing                           | Uruguay     | 2018 - 2021 | 54    | 11    | 0,20  |
| Cerro                            | Uruguay     | 2021 - 2023 | 19    | 1     | 0,05  |
| Villa Teresa                     | Uruguay     | 2023        | 1     | 0     | 0     |
| Río Negro                        | Uruguay     | 2024        | 1     | 2     | 2,00  |
| Total                            |             | 2006-2024   | 388   | 118   | 0,30  |

### Hat-tricks
| Lista de partidos en los que anotó tres o más goles | Lista de partidos en los que anotó tres o más goles | Lista de partidos en los que anotó tres o más goles | Lista de partidos en los que anotó tres o más goles | Lista de partidos en los que anotó tres o más goles | Lista de partidos en los que anotó tres o más goles | Lista de partidos en los que anotó tres o más goles |
| N.º                                                 | Fecha                                               | Estadio                                             | Partido                                             | Goles                                               | Resultado                                           | Competición                                         |
| --------------------------------------------------- | --------------------------------------------------- | --------------------------------------------------- | --------------------------------------------------- | --------------------------------------------------- | --------------------------------------------------- | --------------------------------------------------- |
| 1                                                   | 19 de noviembre de 2017                             | Parque Roberto, Montevideo                          | Racing - Danubio                                    | Gol · Gol · Gol · Gol                               | 5 - 2                                               | Torneo Clausura 2017                                |

## Palmarés

### Campeonatos nacionales
| Título           | Club    | País    | Año     |
| ---------------- | ------- | ------- | ------- |
| Segunda División | Racing  | Uruguay | 2008    |
| Torneo Apertura  | Danubio | Uruguay | 2013    |
| Primera División | Danubio | Uruguay | 2013-14 |

### Distinciones individuales
| Distinción                                         | Año     |
| -------------------------------------------------- | ------- |
| Máximo goleador del Campeonato Uruguayo (12 goles) | 2008-09 |
| Máximo goleador histórico de Racing (93 goles)     | 2020    |